# تپه قلعه کهنه ۱ قلعه نو
تپه قلعه کهنه ۱ قلعه نو مربوط به سده‌های میانه دوران‌های تاریخی پس از اسلام است و در شهرستان زهک، بخش جزینک، دهستان جزینک، ۴۰۰ متری غرب روستای قلعه نو واقع شده و این اثر در تاریخ ۲۷ اسفند ۱۳۸۷ با شمارهٔ ثبت ۲۶۵۱۲ به‌عنوان یکی از آثار ملی ایران به ثبت رسیده است.